# Lampião
Lampião, vlastním jménem Virgulino Ferreira da Silva byl nejslavnější brazilský bandita, který v letech 1921 až 1938 terorizoval severovýchodní oblasti země. Přezdívku „Lampião“ získal odvozením z portugalského lampeão - lampa, podle záblesků rychle se opakující střelby. I přes svou brutalitu je značnou částí brazilské populace vnímán jako národní hrdina a Robin Hood Brazílie.

## Cangaço
Pro oblast severovýchodu Brazílie, zvané sertão nordestino, je typické nerovnoměrné rozdělení srážek během roku. Většina srážek spadne v několika jarních měsících a v suchém období menší řeky zcela vysychají. Bez umělého zavlažování je jedinou reálnou zemědělskou produkcí kraje extenzivní pastva. Hospodaření na menších plochách je možné jen v úzkém pásu údolí větších řek. Portugalská kolonizace tohoto území proto probíhala velmi pomalu, až intenzivní imigrace na začátku 19. století přivedla obyvatelstvo evropského původu do nehostinné polopouštní a horké krajiny. Stejně neochotně, jako probíhal proces osídlování, probíhalo i ustanovení sociální rovnováhy a šíření gramotnosti. Zrušení otroctví na konci 19. století bylo především v severovýchodní oblasti Brazílie formálním aktem, který na otrockém postavení většiny obyvatel nic nezměnil. Svým charakterem klimatickým i sociálně ekonomickým byl brazilský severovýchod 19. století srovnatelný s jihozápadem severní části amerického kontinentu. V bezprávní společnosti přibyly k základním složkám feudální společnosti i skupiny organizovaných ozbrojených psanců, nazývaných Cangaço.  
Většina členů těchto gangů pracovala dříve jako pastevci či kovbojové a splňovala tak základní požadavky na úspěšnou činnost, dokonalou orientaci v terénu. Dokázali ve vyprahlé krajině nalézt dostatek vody, ústupových cest, bezpečných míst k odpočinku, dokázali využít léčivých vlastností rostlin. Typickým materiálem oděvu byla silná kůže se schopností pronikat trnitým terénem. Významným zdrojem činnosti byla podpora místního obyvatelstva, ať už ze strachu nebo ze sympatií.
Název Cangaço byl odvozen ze slova canga - jho, dřeva umístěného na čele tažného dobytka, sloužícího k přenosu tažné síly. Součást tažného zařízení připomínala nejen nevolnický původ, ale i robustní postroj banditů, lemovaný pásy s patronami. Počátek činnosti Cangaço se datuje 70. lety 19. století a je spojen se jménem prvního významného vůdce Lucase da Feiry. Za ukončení se považuje smrt bandity Corisca v květnu 1940. Nejproslulejším představitelem Cangaço se stal Virgulino Ferreira da Silva.

## Život
Virgulino Ferreira da Silva se narodil 4. června 1898 nebo 12. února 1900 ve městě Vila Bela, dnešní Serra Talhada v rodině úspěšného farmáře Josého Ferreiry dos Santos. Spolu se svými sourozenci docházel do školy a naučil se číst a psát, což samo o sobě ho v negramotné společnosti předurčovalo k lepšímu společenskému postavení. Nejistota určení data narození však také koresponduje s variabilitou katastrálních údajů v zemi. Každý úspěch drobného majitele půdy se setkal s odporem dosavadního monopolu vlivného místního politika a největšího majitele půdy.
José Ferreira byl v jednom ze střetů o hranice pozemku v roce 1919 zabit, a jeho syn Virgulino, který do té doby pracoval jako pasák a příležitostný řemeslník, přísahal umírajícímu otci pomstu. Spolu se svými bratry odešel mezi cangaceiry do skupiny Sinhô Pereiry. Po odchodu Pereiry se stal v roce 1921 vůdcem bandy na celých 17 let.

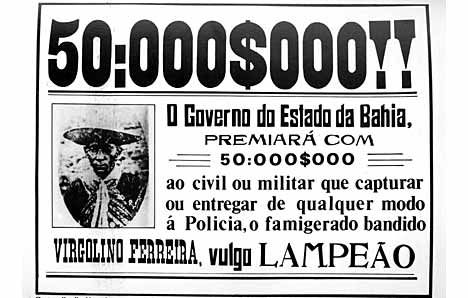

Původní Pereirova skupina, operující bez zbytečných projevů krutosti v počtu 15–20 mužů, se rozrostla ve stohlavou bandu nejrůznějších charakterových typů. Činnost Lampiãových cangaceirů se neobešla vždy bez projevů krutosti a zbytečného násilí. V celkovém účtu se jim připisuje 1 000 vražd a 200 znásilnění. Za oběť jim padlo přes 5 000 kusů skotu. Prokázaná vazba na některé policejní složky byla zdrojem informací pro přesuny mimo trasy pronásledovatelů a cílené útoky na nedostatečně chráněné objekty. Často měli hlad a žízeň, ale nikdy jim nechyběla munice, která přicházela v obrovském počtu od Lampiãových policejních přátel. Zbrojní základ tvořily především dlouhé zbraně značky Winchester Model 1873 a 1892 a Mauser M 98. Krátké zbraně byla zastoupeny především značkami Colt a Smith & Wesson. Nejoblíbenější krátkou zbraní byla pistole Luger P08 a právě tato zbraň byla poslední, ze které Lampião vystřelil. Mezi nejobávanější zbraň patřily rovněž úzké mačety, jejímž původním účelem bylo čištění ryb a které byly používána k mučení a zabíjení nepřátel. Lampiãovým nerealizovaným snem byl kulomet Hotchkiss, proti kterému nakonec stál ve chvílích svého konce.

V roce 1929 se Lampião setkal s vdanou ženou jménem Maria Déa, která svého manžela krátce na to opustila a odešla do tábora. S přezdívkou Maria Bonita (Krásná Marie) se stala první ženou v tlupě a brzy na to jí následovaly ženy další. Každá žena musela mít svého stálého druha a v případě jeho smrti musel být okamžitě nahrazen novým, aby se zamezilo řevnivosti. S Marií Bonitou měl Lampião tři děti, z toho dvě mrtvě narozené. Dcera Expedita Nunes Ferreira, narozená 13. září 1932, byla později vychována strýcem João Ferreirou, jediným bratrem Lampiãovým, který se nestal banditou. Útočných bojových akcí se ženy nezúčastnily. Jedinou výjimkou byla družka obávaného bandity Corisca, proslulá pod přezdívkou Dada.

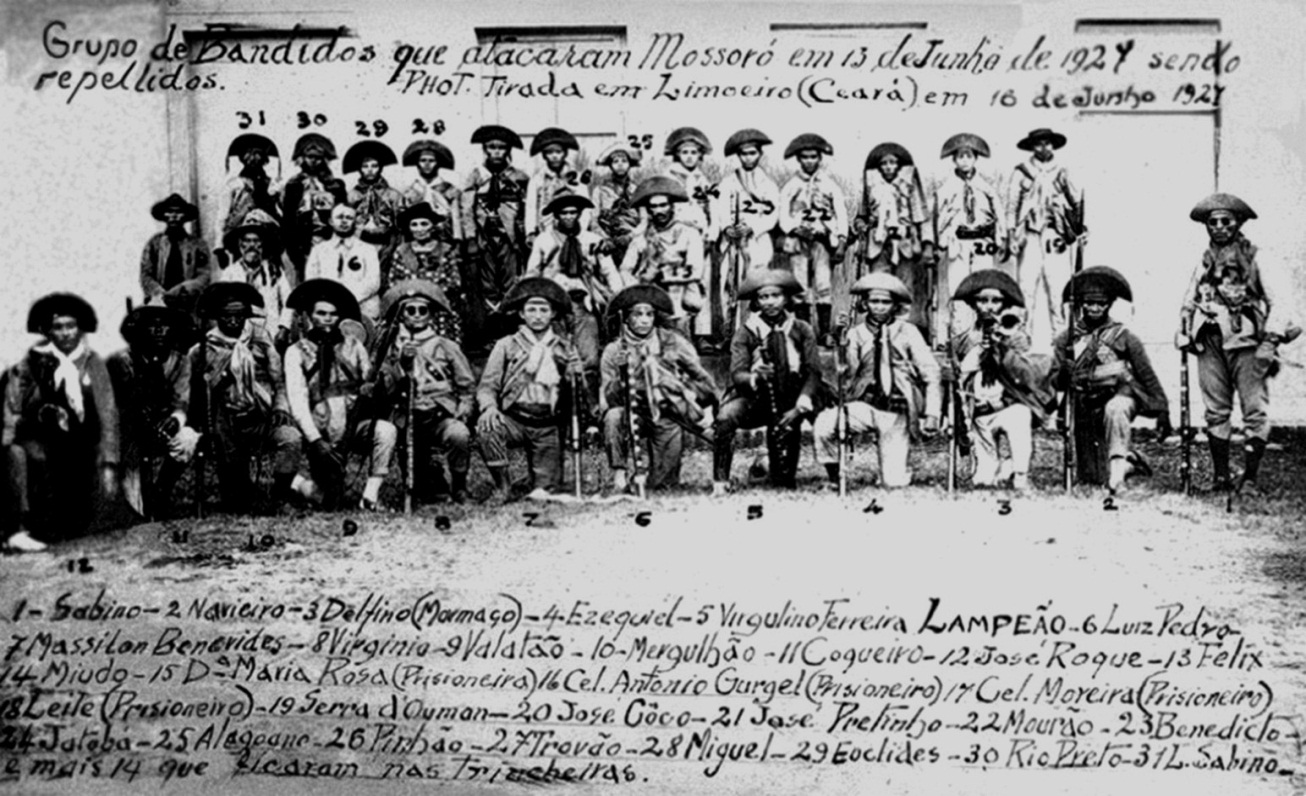
Banda v roce 1927
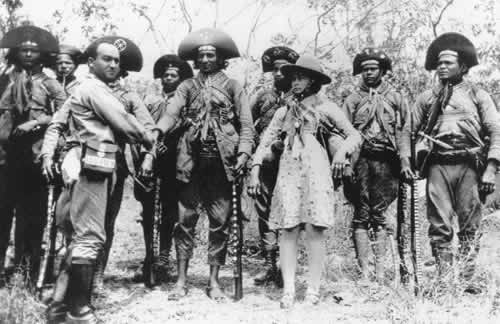
Benjamin Abrahão Botto a slavný pár
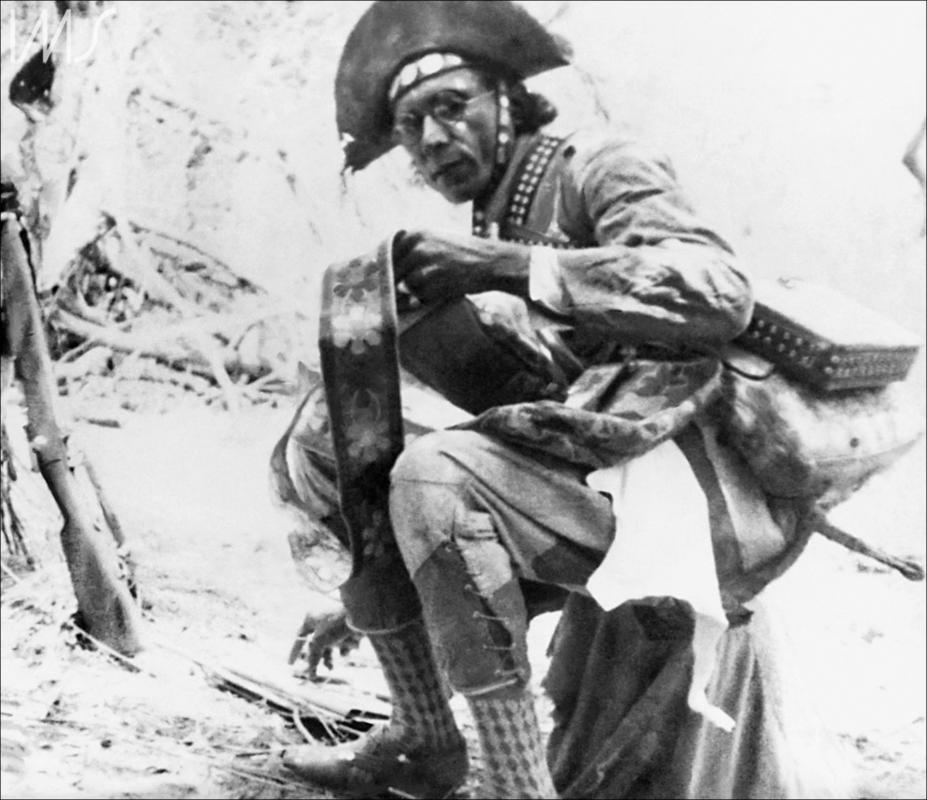
Lampião na břehu Sao Francisco
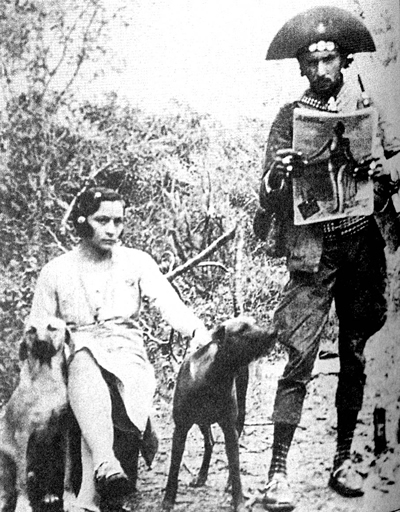
Maria Bonita a Lampião
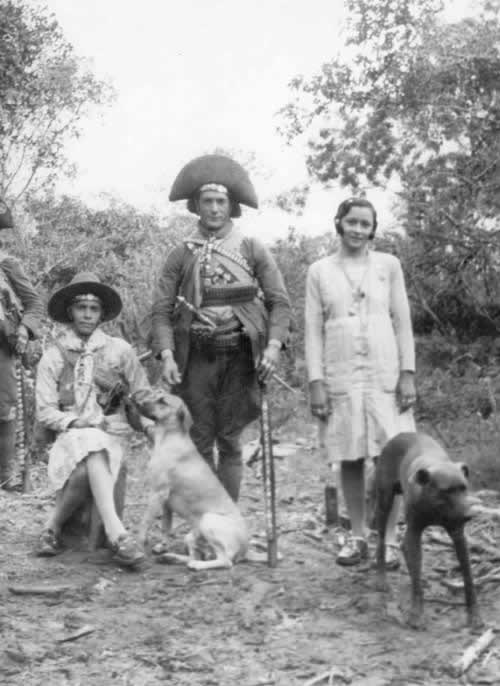
Dada, Lampião a Maria Bonita
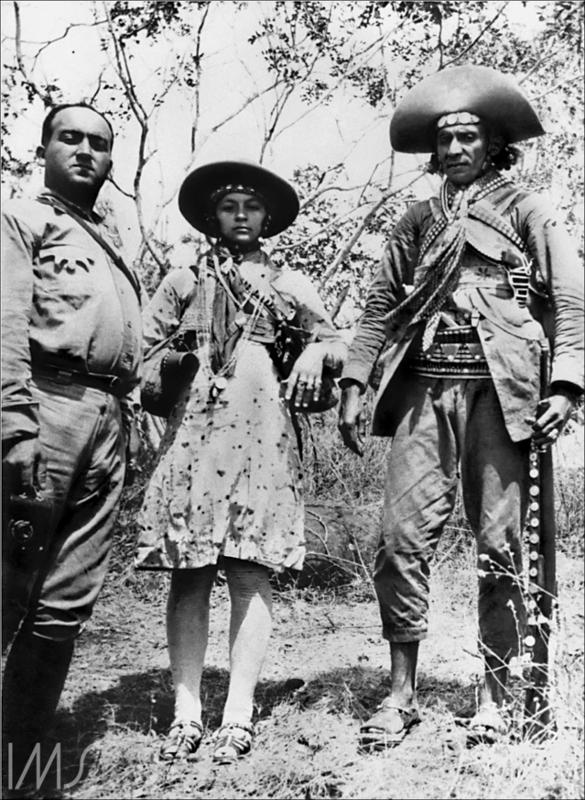
Botto, Maria Bonita a Lampião
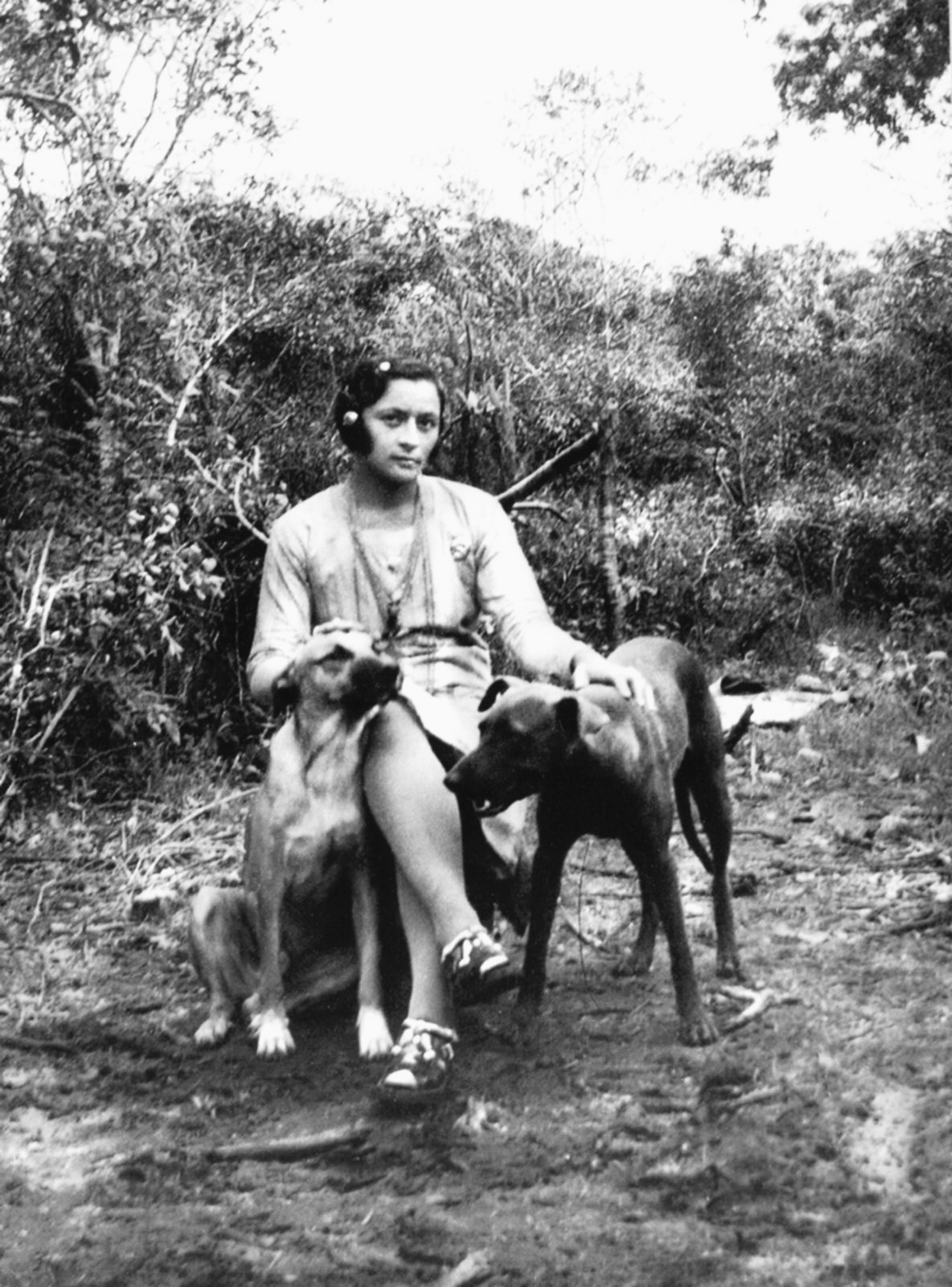
Maria Bonita

Život v táboře byl zdokumentován na fotografiích i ve filmu. V roce 1929 se Lampião setkal s populárním knězem brazilského severovýchodu, otcem Cicerem. Knězův sekretář, Libanonec Benjamin Abrahão Botto, který do Brazílie utekl před brannou povinností na začátku světové války, vyfotografoval toto setkání a navázal se zločinci kontakt. Po smrti otce Cicera využil nabídky Lampiãovy natočit dokument o životě v táboře. Jedním ze zdrojů slávy se tak stal i pozoruhodný filmový materiál.
Po vítězných akcích v dobytých sídlech i po návratu do táborů tančili vlastní oslavný tanec zvaný Xaxado.
Lampião byl gramotný a používal brýle s kulatými obroučkami, což bylo v jeho společnosti zcela netypické. Pravé oko bylo slepé a jeho tvář ho tak činila mezi ostatními známými zločinci zcela výjimečným. Tělesnou výškou mírně převyšoval průměr. Nos měl dlouhý, úzký, se širokým kořenem.

## Smrt

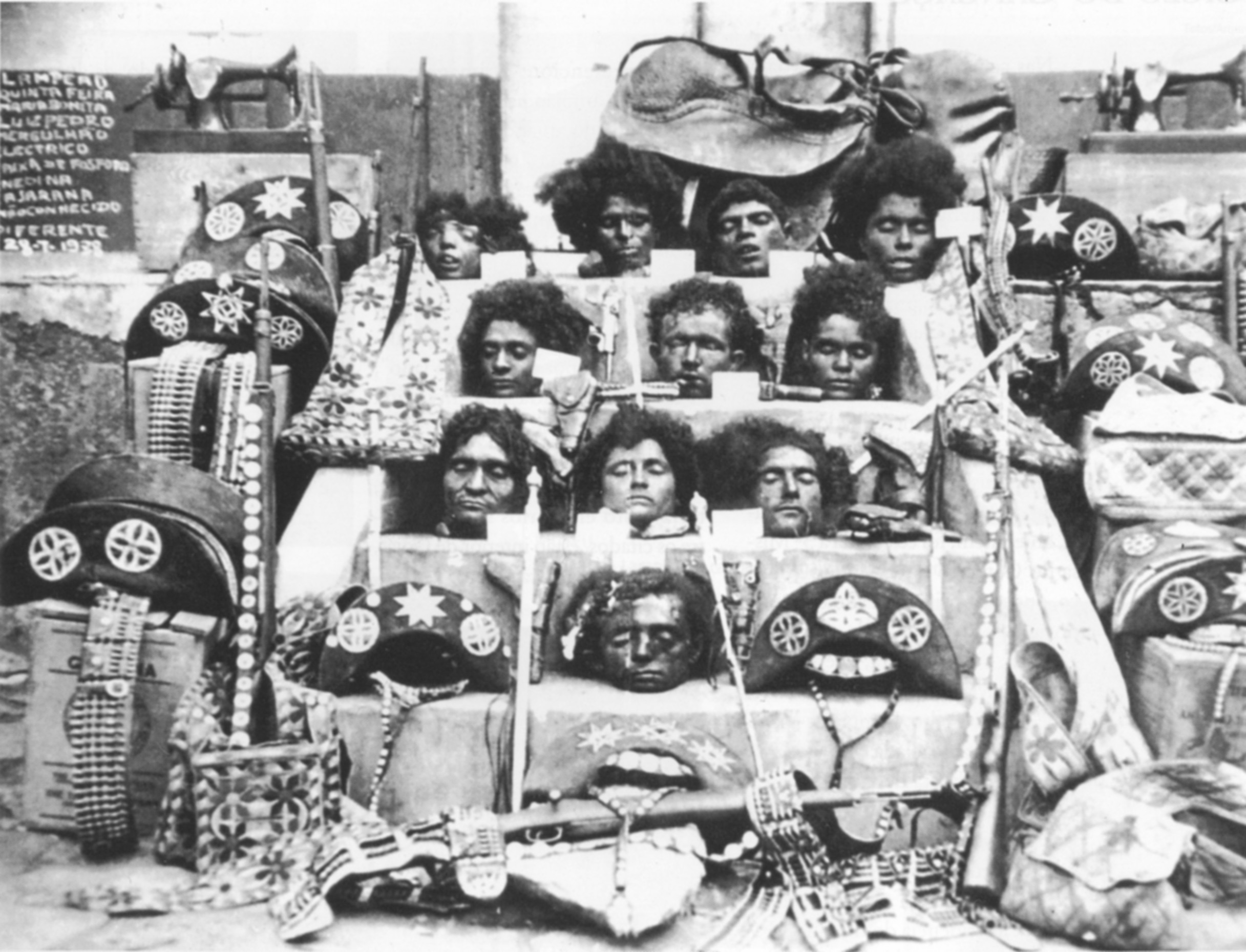
Hlavy vystavené v Porto da Folha

Banda operovala na území o ploše cca 250 000 km². Její existence byla umožněna především díky informačnímu náskoku oproti státním ozbrojeným složkám. Jednota bandy pak byla umožněna především společným údělem v případě dopadení. Mezi bandity začala pronikat závist, bojeschopnost policie a armády umocňovala nenávist. Když se v metodách protivníků ve větší míře objevily odměny za dopadení a odpuštění šibenice, začal se informační náskok bandy snižovat. V létě 1938 se předstih změnil ve zpoždění.
V noci ze 27. na 28. června se začal kolem tábora, jehož umístění Lampião považoval za zcela bezpečné, uzavírat kruh vojáků s rychlopalnými zbraněmi. Za deště se vojákům podařilo tábor obklíčit, aniž by upozornili psy. Když kolem páté hodiny ranní vypukl poplach, bylo již pozdě. Při zřetelné situační, technické i početní převaze bylo v krátké přestřelce zabito 11 banditů. 23 banditům se podařilo uniknout, každopádně s vědomím, že vůdce i jeho družka byly zabiti. Lampião byl zastřelen jako jeden z prvních a velitel jednotky mu ihned odsekl hlavu. Později byla sťata těžce raněná Maria Bonita.
Bezhlavá těla banditů byla ponechána na hromadě a po několika dnech na slunci polita kresolem. Hlavy byly naloženy do směsi soli a kořalky a spolu s trofejemi byly vystavovány na mnoha místech oblasti. Jejich fotografie byly nejpřínosnějším prvkem pro rychlé odumírání slávy cangaceiros. Ve značném stádiu poškození se staly předmětem forenzního zkoumání.
Pitvu provedl 31. července 1938 dr. José Lages Filho na klinice Santa Casa de Maceió v provincii Alagoas. Po čtyřech dnech po smrti v tropické oblasti byly hlavy ve značně poškozeném stavu. Lampiãova lebka navíc byla poškozena průstřelem. V polovině 20. století byla forenzní antropologická věda ještě výrazně ovlivněna scestnými závěry italského psychiatra židovského původu Cesareho Lombrosy, sociálním darwinismem i frenologií, hledající zločinecké projevy na tvaru lebky.
Zjištěnými abnormalitami oproti místnímu standardu však byly pouze dolichocefalie a malý poměr rozměrů tváře k velikosti mozkovny. Nejvýraznější odchylkou od všeobecné populace byla výrazná asymetrie uší v postavení i velikosti.
Hlavy byly později umístěny v antropologickém muzeu v Salvadoru ve státě Bahía a až v roce 1969 řádně pohřbeny.

## Profil osobnosti
Lampião prožil dětství v atmosféře bezpráví a násilí. Jeho cesta mezi bandity nebyla dobrovolná. Ze surového prostředí se dostal do ještě surovějšího. Díky gramotnosti a inteligenci si vybudoval přední pozici, kterou však nebylo možné obhájit bez projevů tvrdosti. Používání hrůzy bylo nástrojem vlastního přežití. Před útokem vydával často zákaz znásilňování, který však často nebyl dodržen. Obhajobu vlastní existence musel založit na spolupráci s lidmi s vrozenými sklony ke krutosti.
Byl znám svou věrností k přátelům a byl schopen milosrdenství. Obyvatelé, kteří mu poskytli pomoc, byli mnohdy velkoryse odměněni. Úzkostně dbal na dodržení čestného slova. Zabití jednoho člověka považoval v principu za stejně hrůzné jako zabití stovek lidí. Nabádal k rychlému zabíjení.
Jeho povaha je natolik rozporuplná, že předozadní projekce lebky a asymetrie uší zůstávají jedinými prokázanými znaky bandity.

## Současnost v obecném povědomí
Jeho věhlas v Brazílii zdaleka přesáhl oblast severovýchodu. Početným prostým lidem byl vnímán jako hrdina. Patří mezi nejznámější osobnosti v zemi a jeho soužití s Marií Bonitou je připomínáno s přídechem romantiky. Stal se hrdinou oceňovaných filmů i televizního seriálu. Je popisován v historické i komiksové literatuře. Xaxado se stalo brazilským národním tancem.

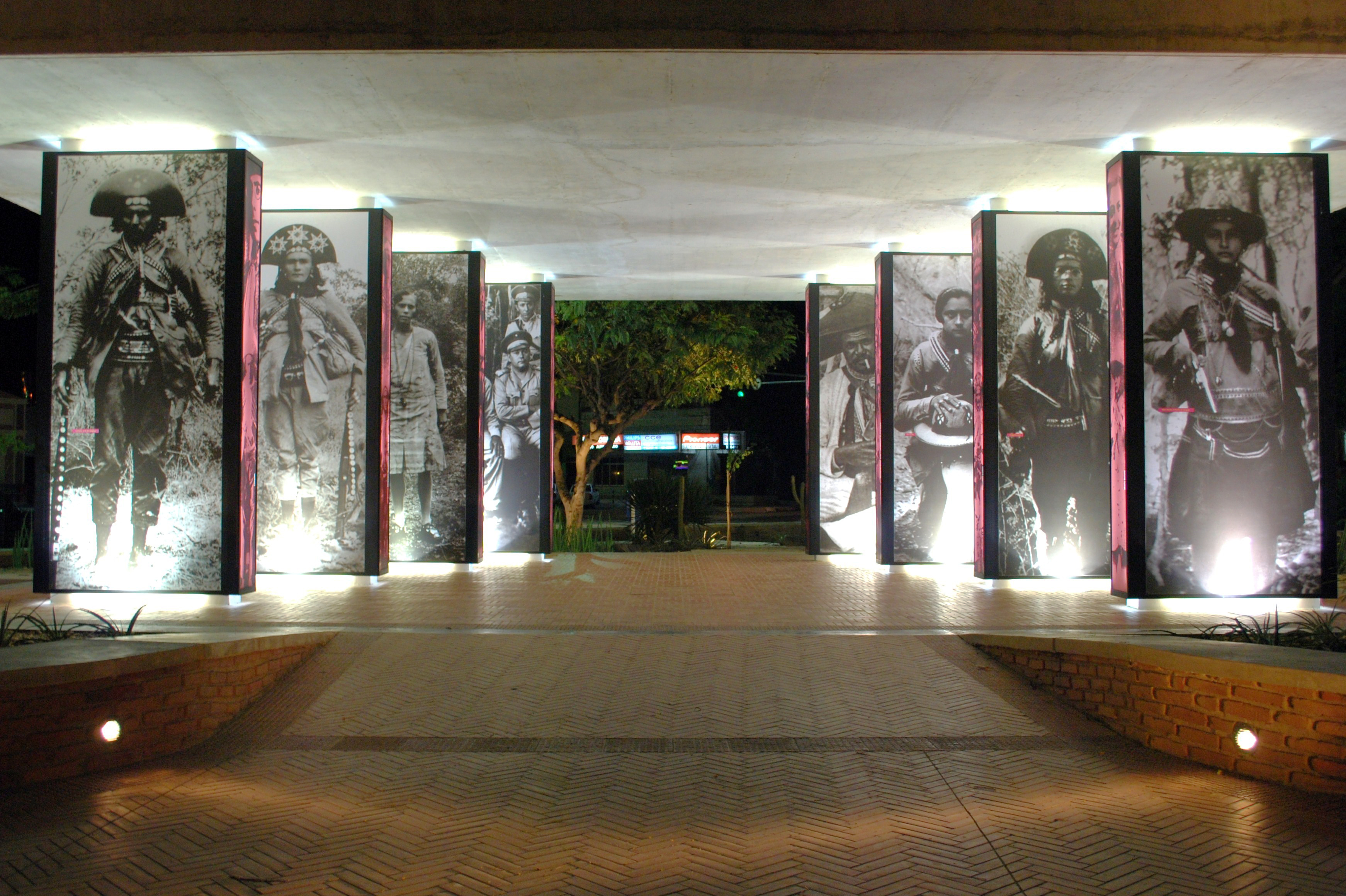
Muzejní expozice
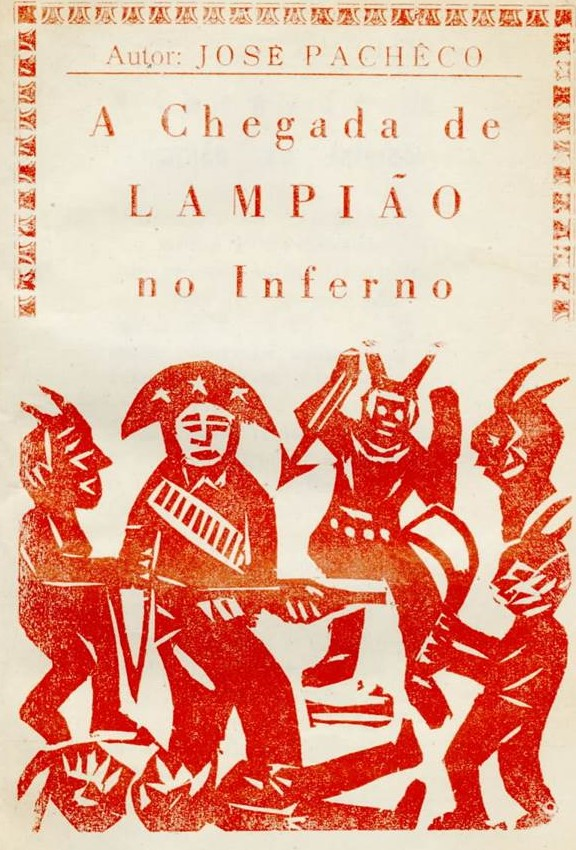
Literatura
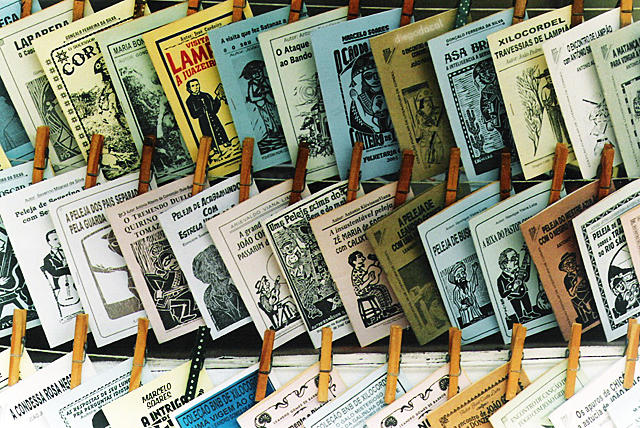
Komiksy
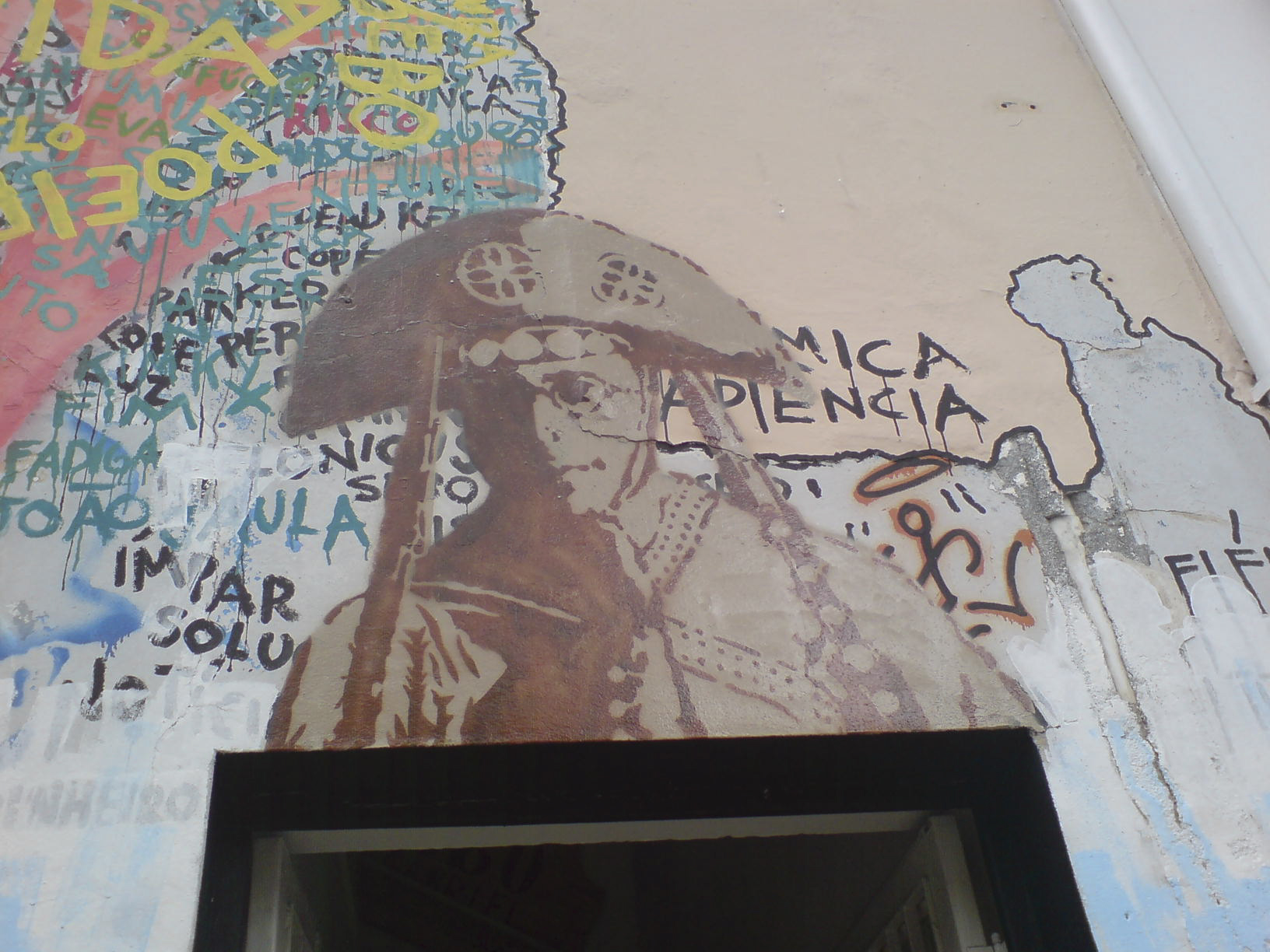
Pouliční umění
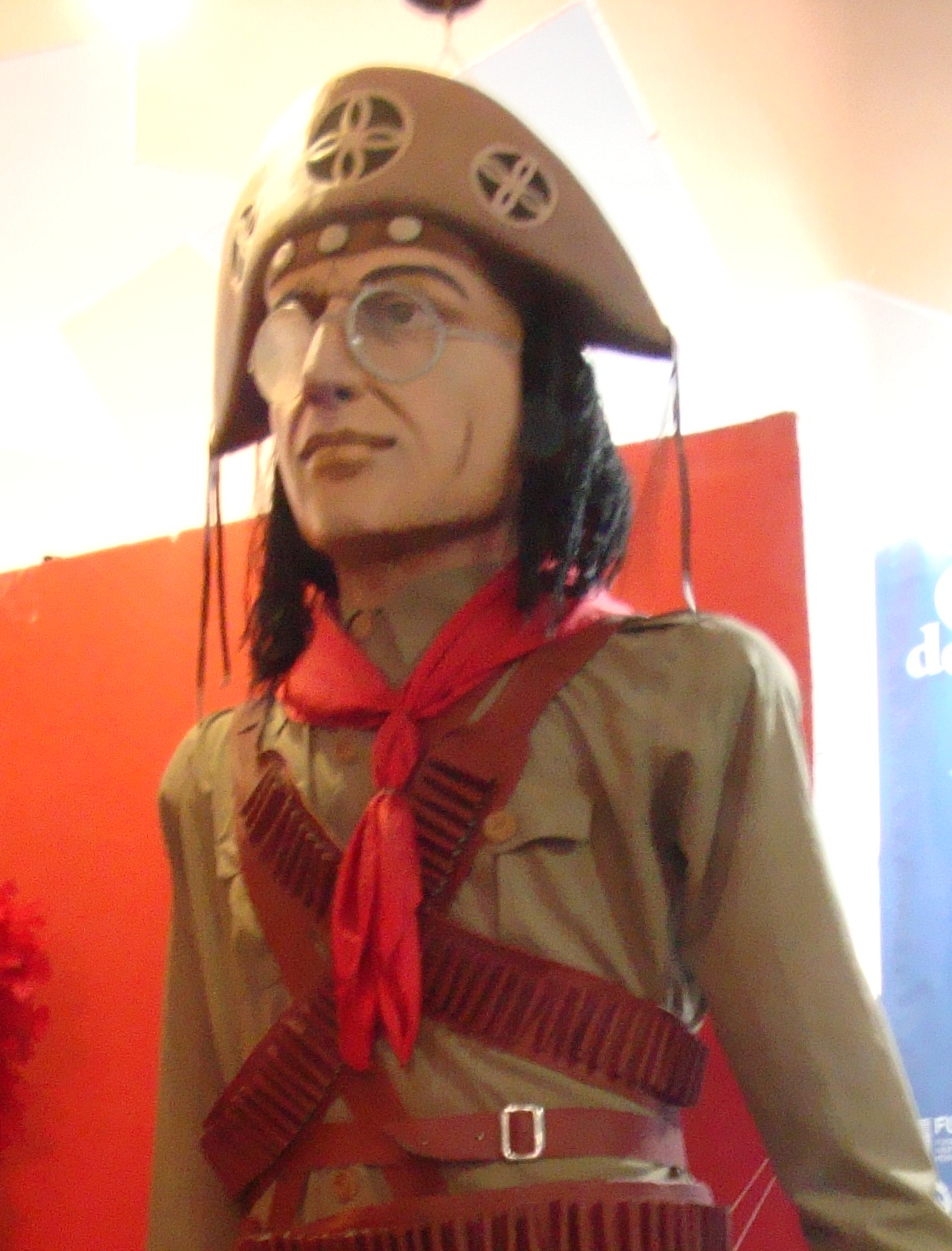
Plastika